# Rikard Nordraak
Rikard Nordraak, nascut Richard Nordraach, (1842–1866) va ser un compositor noruec. És conegut sobretot per haver compost la música de l'himne nacional noruec, escrit el 1863/64, i interpretat públicament per primera vegada el 1864.
Com Bjørnstjerne Bjørnson, Nordraak descendia del bosc "Finn Mads Mikkelsen Finne på Land". L'avi patern Mads Mikkelsen Nordraach venia de la granja Nordråkeidet. El pare de Rikard Nordraak, Georg Marcus Nordraach (1811-91) va ser un mestre pintor i germà d'Inger Elise, que es va convertir en la mare de Bjørnstjerne Bjørnson.
Nordraak, que a l'edat adulta va canviar el seu nom per una grafia més moderna, va tenir una mare danesa i va mostrar un primer talent musical. Als 15 anys, va viatjar a Copenhaguen per assistir a l'escola de negocis, però va abandonar aquests estudis en favor de la música, i va ser apadrinat pel cantant i compositor danès Carl Ludvig Gerlach. El 1859, als 18 anys, Nordraak va viatjar a Berlín per estudiar amb Theodor Kullak i Friedrich Kiel, però va haver de tornar a casa després de sis mesos.
De tornada a Oslo, l'organista alemany Rudolph Magnus li va ensenyar piano i composició. Més tard va viure principalment a Berlín. Aquí va conèixer les pianistes Ida Lie i Erika Nissen Lie, i l'himne nacional noruec es va inspirar en estar amb elles.
Nordraak era cosí de Bjørnstjerne Bjørnson. Va escriure la música de diverses obres de Bjørnson, com les obres de teatre Sigurd Slembe i Maria Stuart o els poemes "Ingerid Sletten af Sillejord", "Killebkken, Lammet mit", "Olav Trygvason", "Der lieg et land mot den, evige sne", "Aixeca el cap, noi ràpid!", "Ets important per mi", etc.
A Copenhaguen havia conegut Edvard Grieg, que s'havia convertit en un bon amic. Grieg es va infectar per l'entusiasme de Nordraak per tot allò noruec, i més tard li va dedicar diverses obres.
Juntament amb Grieg, va fundar la companyia de música Euterpe l'hivern de 1864/65, que tenia com a objectiu interpretar música contemporània més nòrdica.
Rikard Nordraak va contreure pneumònia el novembre de 1865 i va morir de tuberculosi a Berlín el març de l'any següent, amb només 23 anys. Va ser enterrat allà, i les restes van ser portades per primera vegada a Oslo i enterrades a Æreslunden al cementiri de Vår Frelser 59 anys més tard, el 1925. El seu monument tomba original de quatre metres d'alçada encara es conserva al cementiri de Jerusalem al districte de Kreuzberg de Berlín. Hi ha una pilona de granit vermell alt, de poc més de quatre metres d'alçada, al lloc on va ser enterrat per primera vegada Nordraak. Bjørnstjerne Bjørnson va viatjar a Berlín i va pronunciar un emotiu discurs commemoratiu a la inauguració el 1906. Els noruecs encara es reuneixen a Berlín cada 17 de maig al cementiri de Jerusalem i canten tres versos de "Sí, ens encanta".

## Epíleg
Una estàtua de pedra esteatita de Gustav Vigeland es va erigir a Oslo el 1911. L'estàtua es troba a Wergelandsveien fora de la residència dels artistes Grotten.
Nordraaks gate i Nordraaks plass a Oslo reben el nom de Nordraak. També es poden trobar carrers o carreteres amb nom de Nordraak a Bergen (amb l'ortografia "Richard Nordraak"), Lørenskog, Lillestrøm, Nordre Follo, Elverum, Indre Østfold, Bærum, Notodden, Kragerø, Skien i Stavanger.
Nordraak era oncle del compositor Gudrun Nordraak-Feyling (fill de la seva germanastra), però mai es van conèixer, ja que va néixer molts anys després de la seva mort. Rikard Nordraak ha estat homenatjat amb noms de carrers a diversos municipis noruecs. El 1942 va ser homenatjat amb una sèrie de segells, NK 302 - 305.